# Justicia cardiophylla
Justicia cardiophylla är en akantusväxtart som beskrevs av Ding Fang och H.S. Lo. Justicia cardiophylla ingår i släktet Justicia och familjen akantusväxter. Inga underarter finns listade i Catalogue of Life.